# مسابقات جهانی ژیمناستیک هنری ۱۹۵۸

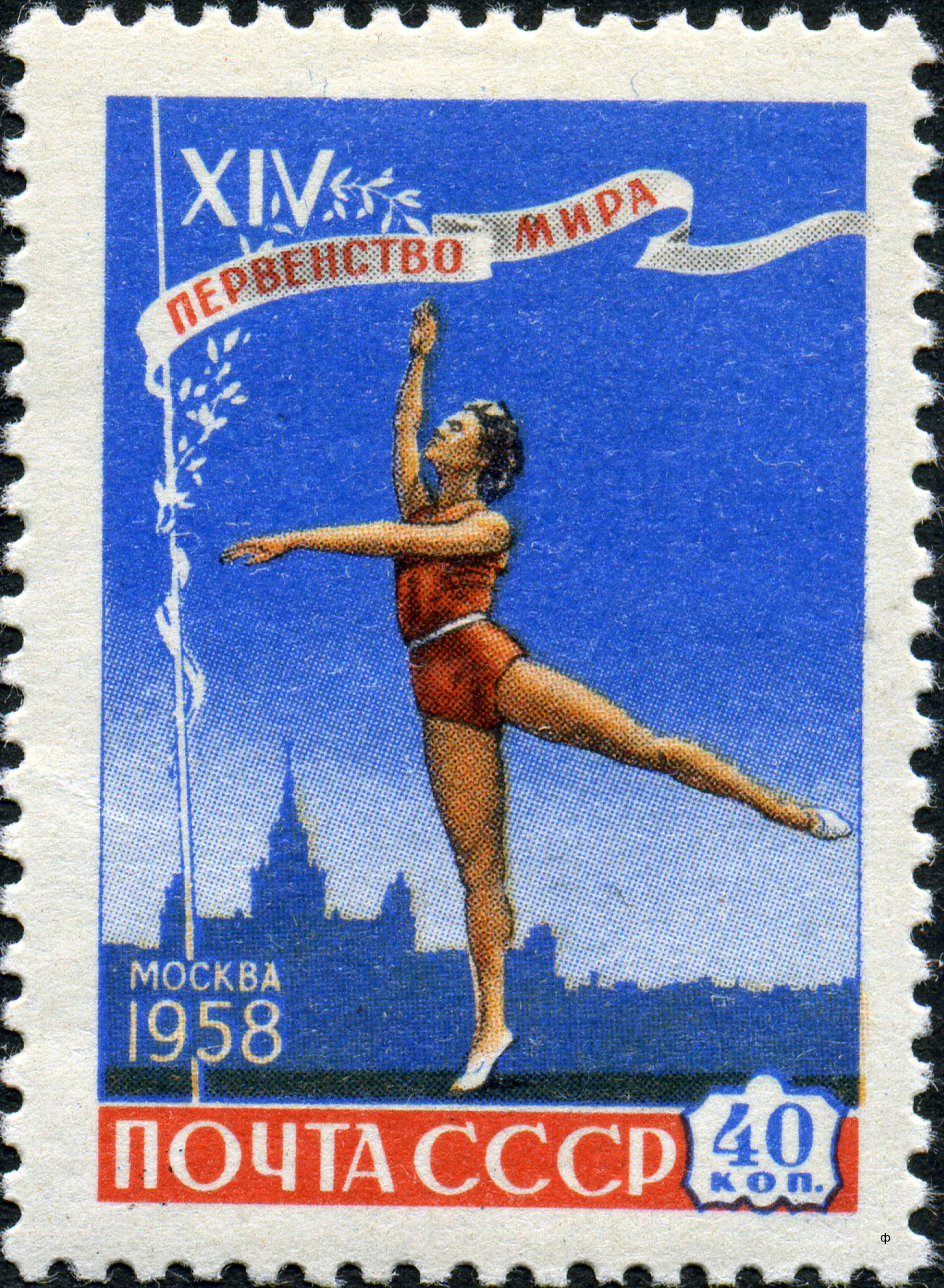
تمبر یادبود مسابقات جهانی ژیمناستیک هنری ۱۹۵۸

مسابقات جهانی ژیمناستیک هنری ۱۹۵۸ چهاردهمین دوره مسابقات جهانی ژیمناستیک هنری است که در مسکو، شوروی از ۶ تا ۱۰ ژوئیه ۱۹۵۸ میلادی برگزار شده است.

## جدول مدال‌ها
| رتبه | کشور               | طلا | نقره | برنز | مجموع |
| ۱    | اتحاد جماهیر شوروی | ۱۲  | ۷    | ۷    | ۲۶    |
| ۲    | ژاپن               | ۱   | ۶    | ۴    | ۱۱    |
| ۳    | چکسلواکی           | ۱   | ۳    | ۱    | ۵     |
| 4=   | یوگسلاوی           | ۰   | ۰    | ۱    | ۱     |
| 4=   | رومانی             | ۰   | ۰    | ۱    | ۱     |